# Katharine Worsley
Katharine, Duchessa di Kent GCVO (Katharine Lucy Mary; nata Worsley; Hovingham Hall, 22 febbraio 1933), è la moglie del Principe Edward, Duca di Kent, un nipote di Re Giorgio V del Regno Unito e Mary di Teck, e cugino di primo grado della Regina Elisabetta II. È quindi un membro della famiglia reale britannica.
La Duchessa di Kent guadagnò attenzione per la sua conversione al cattolicesimo nel 1994, il primo dei membri principali della famiglia reale a convertirsi pubblicamente sin dall'approvazione dell'Act of Settlement nel 1701. La Duchessa di Kent è strettamente legata al mondo della musica, e si è esibita in qualità di membro di vari cori.
È anche ben nota come presentatrice dei trofei durante l'annuale campionato di tennis di Wimbledon, un ruolo che ha ereditato dalla suocera, la Principessa Marina. Da appassionata di calcio, ha anche partecipato - e presenziato al trofeo - a più di una finale di FA Cup, più di qualsiasi altro membro della famiglia reale.
I modi cordiali e informali della Duchessa le hanno fatto guadagnare parecchi ammiratori. Preferisce essere nota nella sua vita privata come Katharine Windsor o al massimo come  Principessa Katharine. Tuttavia il suo titolo formale rimane Sua Altezza Reale la Duchessa di Kent.

## Infanzia
Katharine Lucy Mary Worsley nacque a Hovingham Hall nello Yorkshire, ed era l'unica figlia femmina di Sir William Arthington Worsley, IV Bt., e di sua moglie, Joyce Morgan Brunner, figlia di Sir John Brunner, II Baronetto e nipote di Sir John Brunner, I baronetto, il fondatore del Brunner Mond, che successivamente diventò ICI (Imperial Chemical Industries). È una discendente di Oliver Cromwell. La Worsley fu battezzata alla All Saints' Church di Hovingham il 2 aprile 1933. I suoi padrini furono: Sir Felix Brunner, III Baronetto (suo zio materno); Major Sir Digby Lawson, II Baronetto; Mrs Arthur Colegate (sua zia paterna); e Mrs Ronald Fife.
Fu educata alla Queen Margaret's School nei pressi di York e alla Runton Hill School nel Norfolk. A scuola è stata introdotta alla musica, e le fu insegnato a suonare il pianoforte, l'organo e il violino, che ella suona ancora tutt'oggi. In seguito ha lavorato per qualche tempo in una casa per bambini a York e ha lavorato in un asilo nido a Londra. Non è riuscita ad ottenere l'ammissione alla Royal Academy of Music, ma ha seguito i suoi fratelli a Oxford, che lì frequentavano l'Università, per studiare alla Miss Hubler's Finishing School, 22 Merton Street, dedicando molto del suo tempo alla musica.

## Matrimonio
L'8 giugno 1961 sposò il Principe Edward, Duca di Kent, il figlio maggiore del Principe George, Duca di Kent, e della Principessa Marina di Grecia e Danimarca, nella Cattedrale di York.
Gli invitati includevano gli attori Noël Coward e Douglas Fairbanks, Jr. nonché i membri delle famiglie reali britannica e spagnola.
L'abito della sposa fu disegnato da John Cavanagh, e la futura duchessa indossò un diadema di diamante a fascia prestato dalla suocera.
Ebbe tre paggi:
- William Worsley
- Edward Beckett (attualmente Lord Grimthorpe)
- Simon Hay, figlio della dama di compagnia reale Lady Margaret Seymour[6]

e otto damigelle:
- S.A.R la Principessa Anna
- Sandra Butter, nipote della Contessa Anastasia de Torby[7]
- Katherine Ashley Cooper
- Diana Worsley
- Joanna Fitzroy, nipote del Duca di Grafton[8]
- the Hon. Jane Spencer (ora Lady Fellowes)
- Emily Briggs
- Willa Worsley, nipote della sposa.[9]

Dopo il matrimonio fu designata Sua Altezza Reale la Duchessa di Kent.

## Figli
Le loro Altezze Reali Il Duca e la Duchessa di Kent hanno tre figli:
- George, conte di St Andrews (nato il 26 giugno 1962);
- Lady Helen Taylor (nata il 28 aprile 1964);
- Lord Nicholas Windsor (nato il 25 luglio 1970).

La coppia ha avuto anche un figlio nato morto nel 1977, una perdita che ha causato alla Duchessa la caduta in uno stato di grave depressione, di cui ella stessa ha parlato pubblicamente.

### Onorificenze britanniche

Il monogramma personale di Katharine, duchessa di Kent.